# Trachinops brauni
Trachinops brauni är en fiskart som beskrevs av Allen, 1977. Trachinops brauni ingår i släktet Trachinops och familjen Plesiopidae. Inga underarter finns listade i Catalogue of Life.